# Explzh
Explzh（エクスプローラエルゼットエッチ）は、pon softwareが開発を行っている多くの書庫形式に対応したファイルアーカイバである。

## 概要
エクスプローラと似たグラフィカルユーザインタフェースと操作性を持ち、ファイルを右クリックして表示されるコンテキストメニューにより圧縮・解凍の操作を行うことができる。LHA、ZIP、CABなどの一般的な圧縮形式については外部ダイナミックリンクライブラリ（DLL）をインストールせずに使用できる。それ以外の形式については各圧縮形式に対応したDLLが必要となるが、それらを自動でダウンロードする機能を備える。
プラグイン機能により、FTPクライアントしての使用も可能である。
従来はシェアウェアであったが、2007年8月26日に、非商用の家庭内や個人での使用においては無料のフリーウェアとして利用することが可能となった。